# Tallink
Tallink è una compagnia di navigazione estone passengeri e cargo fondata nel 1989, facente parte di Tallink Grupp As. Al gruppo fanno capo anche la Silja Line, la SeaWind Line e parte della SeaRail.
La compagnia, una delle più importanti del Nord Europa, opera nel mar Baltico per i collegamenti tra Estonia e Finlandia, tra Estonia e Svezia, tra Lettonia e Svezia, tra Finlandia e Germania.
Inoltre, la Tallink è proprietaria di quattro alberghi a Tallinn sotto il marchio commerciale di Tallink Hotels.
La flotta commerciale di Tallink, fra navi passeggeri e cargo, è composta da circa 20 imbarcazioni, di cui operative 12.

## Storia

### Origine
La storia della compagnia di navigazione oggi conosciuta come Tallink può essere fatta risalire all'anno 1965 quando la compagnia di navigazione sovietica Estonian Shipping Company (ESCO) iniziò ad operare il traffico passeggeri fra Helsinki e Tallinn con la Vanemuine. Collegamenti regolari iniziarono con la Tallinn, fino a quando non venne sostituita con la nuova Georg Ots nel 1980.

### 1989–1992
Nel maggio 1989 ESCO formò una nuova società sussidiaria, la Laevandusühisettevõte Tallink, insieme alla finlandese Palkkiyhtymä Oy. Nel dicembre dello stesso anno ESCO e Palkkiyhtymä acquistarono la nave Scandinavian Sky dalla SeaEscape e la nave iniziò il traffico sulla rotta Helsinki—Tallinn nel gennaio 1990 come Tallink. Successivamente, nello stesso anno, la nave Transestonia si unì alla Tallink sulla rotta Helsinki—Tallinn e Tallink venne stabilita come nome della compagnia nonché della nave principale.
Nello stesso periodo ESCO ancora continuava ad operare sulla stessa rotta con la Georg Ots, essenzialmente in competizione con la sua compagnia gemella. Il conflitto venne risolto nel settembre 1991 quando la Georg Ots venne noleggiata dalla Tallink. Nei primi anni novanta il numero dei passeggeri sulla rotta Helsinki—Tallinn era in costante aumento, e durante gli inverni fra il 1992 ed il 1995 Tallink noleggiò la Saint Patrick II da Irish Ferries per incrementare la capacità sulla rotta.

### 1993–2000

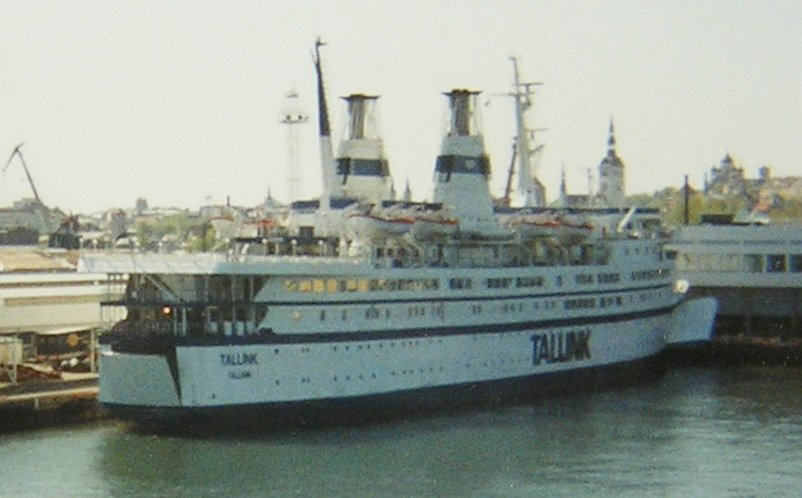
L'originale Tallink nel porto di Tallinn, 1994.

La Meloodia, noleggia dalla EstLine nel 1995, introdusse il colore blu nella flotta Tallink. Tallink divenne completamente di proprietà estone nel 1993 quando Palkkiyhtymä vendette le sue azioni sia di Tallink sia della Tallink ad ESCO. A quel tempo altre compagnie stavano creando lucrativi traffici sulla rotta Helsinki—Tallinn, inclusa la Estonian New Line, di proprietà della Inreko. ESCO e Inreko videro le non ragioni di una competizione e nel gennaio 1994 vennero unite nella AS Eminre. Tallink rimane il marchio commerciale della flotta. Successivamente nello stesso anno Inreko acquistò la Nord Estonia dalla Estline (una compagnia gemella di ESCO con la svedese Nordström & Thulin Ab), rinominandola Vana Tallinn per la rotta Helsinki—Tallinn con Tallink.
Inreko inoltre acquistò due veloci aliscafi, Liisa e Laura che iniziarono operare sotto le insegne di Tallink Express. Nel 1994 Tallink tentò per prima la linea fra Estonia e Germania, con due navi noleggiate (Balanga Queen e Ambassador II) che vennero posizionate sulla rotta Helsinki—Tallinn—Travemünde.

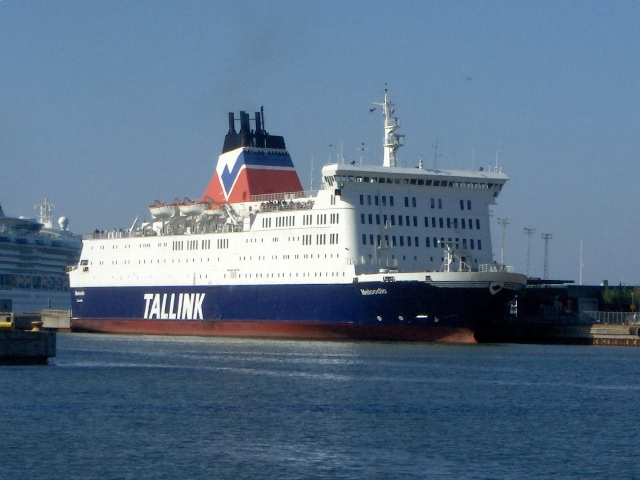
Meloodia, noleggiata dalla EstLine nel 1995, introdusse il colore blu nella flotta Tallink.

Nel settembre 1994 le operazioni della AS Eminre erano divise in due aziende, una che prendeva cura del traffico con la Germania (che veniva presto dismesso) e la AS Hansatee che prendeva cura del traffico Helsinki—Tallinn e del marchio Tallink. ESCO era chiaramente il partner dominante in Hansatee, controllando il 45 % delle azioni, mentre Inreko deteneva solo il 12,75 % (il restante 42,25 % attraverso la Eesti Ühispank). Nel 1995 Hansatee acquisisce il primo grande traghetto fra Helsinki—Tallinn quando noleggiano la  Mare Balticum dalla EstLine, rinominandolo Meloodia.
In seguito a varie dispute fra ESCO e Inreko (la maggiore riguardante il prezzo di noleggio di Vana Tallinn), Inreko vende le sue azioni di AS Hansatee ad ESCO nel dicembre 1996. Nello stesso momento Inreko vende gli aliscafi Tallink Express a Linda Line ed inizia ad operare con Vana Tallinn nella Helsinki—Tallinn con il nome TH Ferries.
Nel 1997 un secondo grande traghetto venne acquisito dalla Tallink quando la compagnia noleggiò la Normandy dalla Stena Line.
Per rimpiazzare gli aliscafi persi, Hansatee acquisisce un nuovo catamarano nel maggio 1997, che prende il nome di Tallink Express I, ritirato il 2 novembre 2007.
Al tempo era chiaro che due grandi traghetti erano necessari per il traffico fra Helsinki e Tallinn, e quando il noleggio del Normandy finisce nel dicembre 1997 Tallink acquisisce Lion King dalla Stena Line, che entra in servizio nel febbraio 1998 come Fantaasia.
Nel luglio dello stesso anno Tallink acquisisce il traghetto Kapella, che aprì la linea fra Paldiski e Kappelskär, la prima rotta della Tallink verso la Svezia.
In ottobre la prima Tallink, che non era più conforme alle norme di sicurezza, veniva venduta.
Due mesi dopo Hansatee acquisisce il primo traghetto veloce capace di imbarcare autoveicoli, il Tallink AutoExpress.

### 2000–2006
Dal 2000 ESCO diviene l'unica proprietaria di EstLine, e nel dicembre 2000 i due traghetti della EstLine Regina Baltica e Baltic Kristina vengono noleggiati ad Hansatee, e la rotta tra Tallinn e Stoccolma inizia ad essere nel mercato di Tallink. Alcuni mesi prima, nell´agosto del 2000, Hansatee aveva ordinato la terza nuova nave dai cantieri finlandesi Aker Yards. Nel giugno 2001 Tallink compra la HSC Tallink AutoExpress 2, mentre il mese successivo EstLine veniva dichiarata in bancarotta.

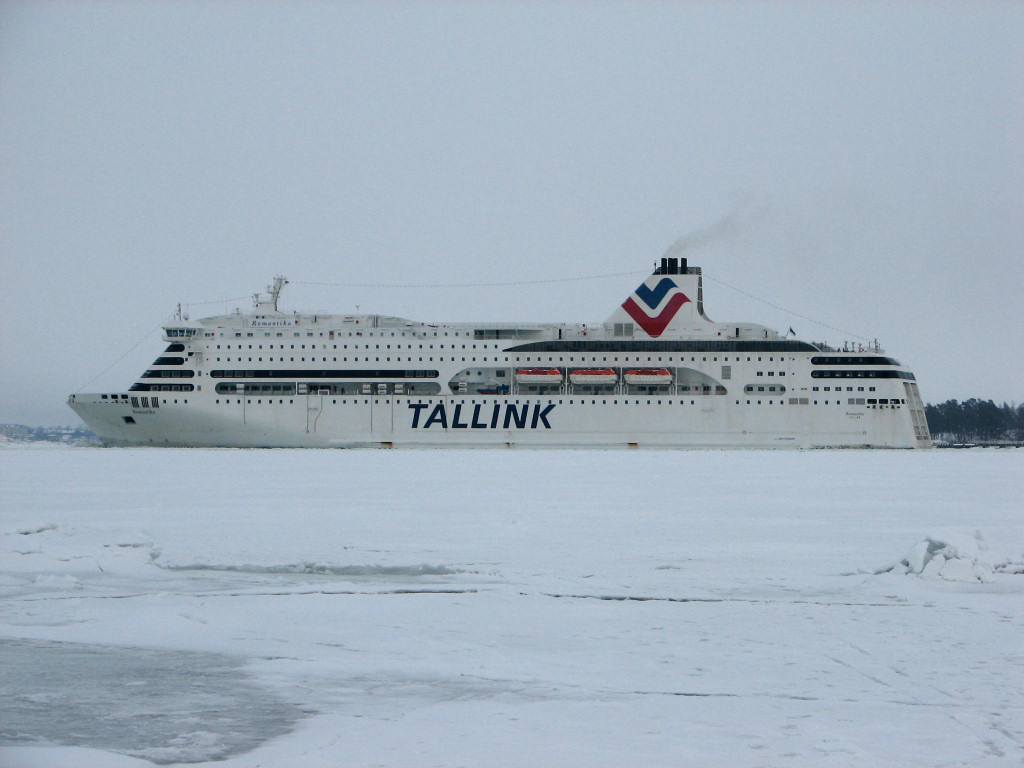
La prima nuova nave della Tallink Romantika in Helsinki, febbraio 2006.

Nel 2002 AS Hansatee modifica la sua denominazione in AS Tallink Grupp, e nel maggio dello stesso anno la compagnia acquisisce una nuova nave da 2500 passengeri, la Romantika, la quale viene posizionata sulla rotta Helsinki—Tallinn. Nel novembre dello stesso anno la Georg Ots viene venduta al governo russo. Nel 2004 tre nuove navi si uniscono alla flotta Tallink: i traghetti veloci Tallink AutoExpress 3 e Tallink AutoExpress 4 e la gemella di Romantika, la Victoria I, la quale viene posizionata sulla rotta Tallinn—Stoccolma, sostituendo la Fantaasia, la quale viene girata per iniziare una nuova rotta fra Helsinki a San Pietroburgo via Tallinn. Questa rotta risulta non portare gli sperati risultati economici e viene chiusa nel gennaio 2005. Successivamente, sempre nel 2005, Tallink ordina una nave gemella della Galaxy dai cantieri Aker Finnyards e un traghetto di collegamento veloce da Fincantieri in Italia. Il 9 dicembre 2005, Tallink viene quotata nella borsa delle azioni in Tallinn.

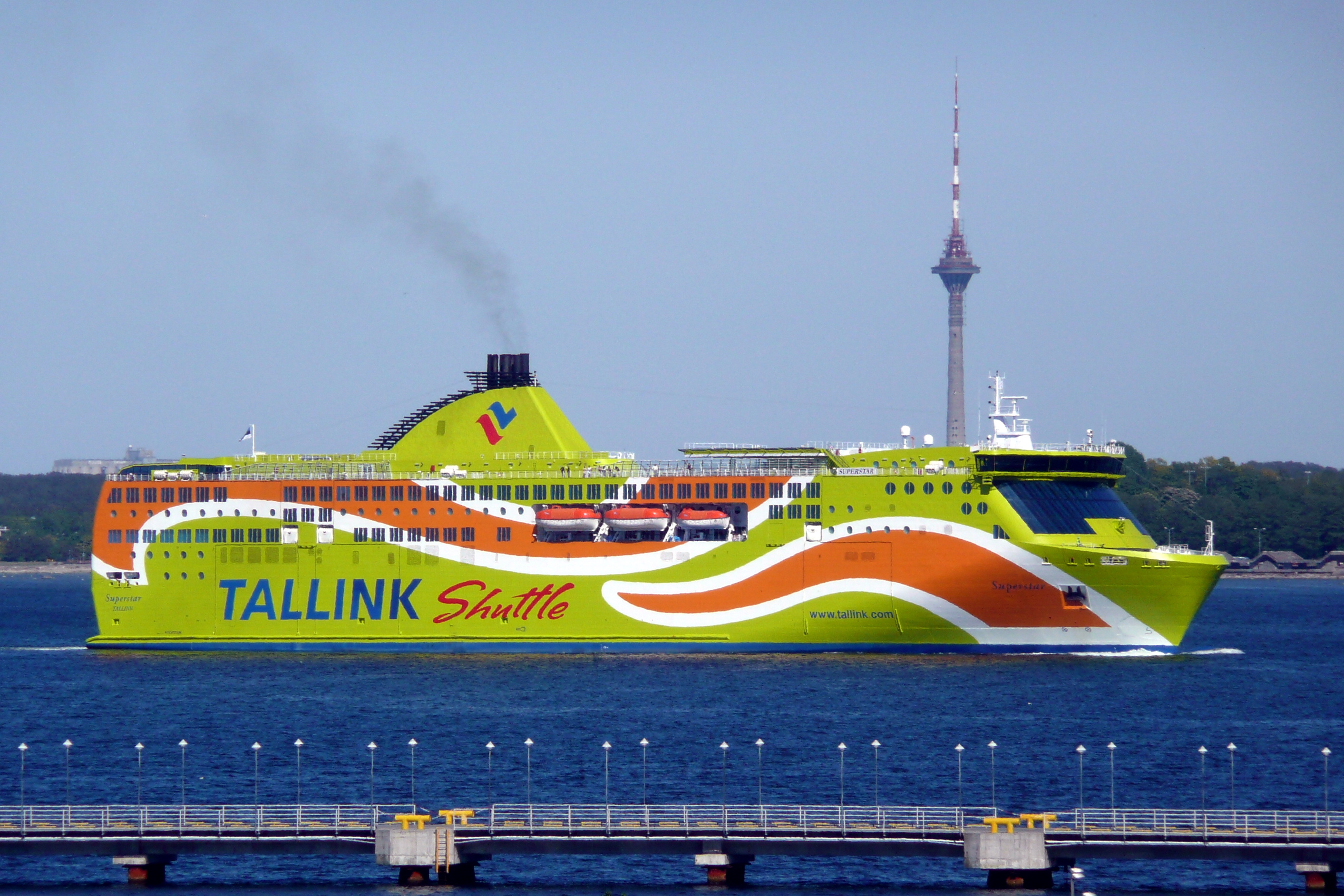
La nave Superstar, realizzata da Fincantieri.

### 2006–oggi
Nel 2006, Tallink acquisisce la Baltic Sea operations di Superfast Ferries dalla Attica Group, apre una rotta fra Riga e Stoccolma (con Fantaasia, la quale viene immediatamente sostituita con la Regina Baltica), arriva la consegna della nuova Galaxy che sostituisce la Romantika sulla rotta Tallinn–Helsinki. Alcuni mesi dopo Tallink acquisisce la rivale Silja Line dalla finlandese Sea Containers Ltd. Nell'ottobre dello stesso anno l'azienda esprime interesse nel presentare un'offerta per operare come collegamento, in concessione statale, delle rotte fra l'isola di Gotland e la Svezia per il periodo 2009 e 2015.

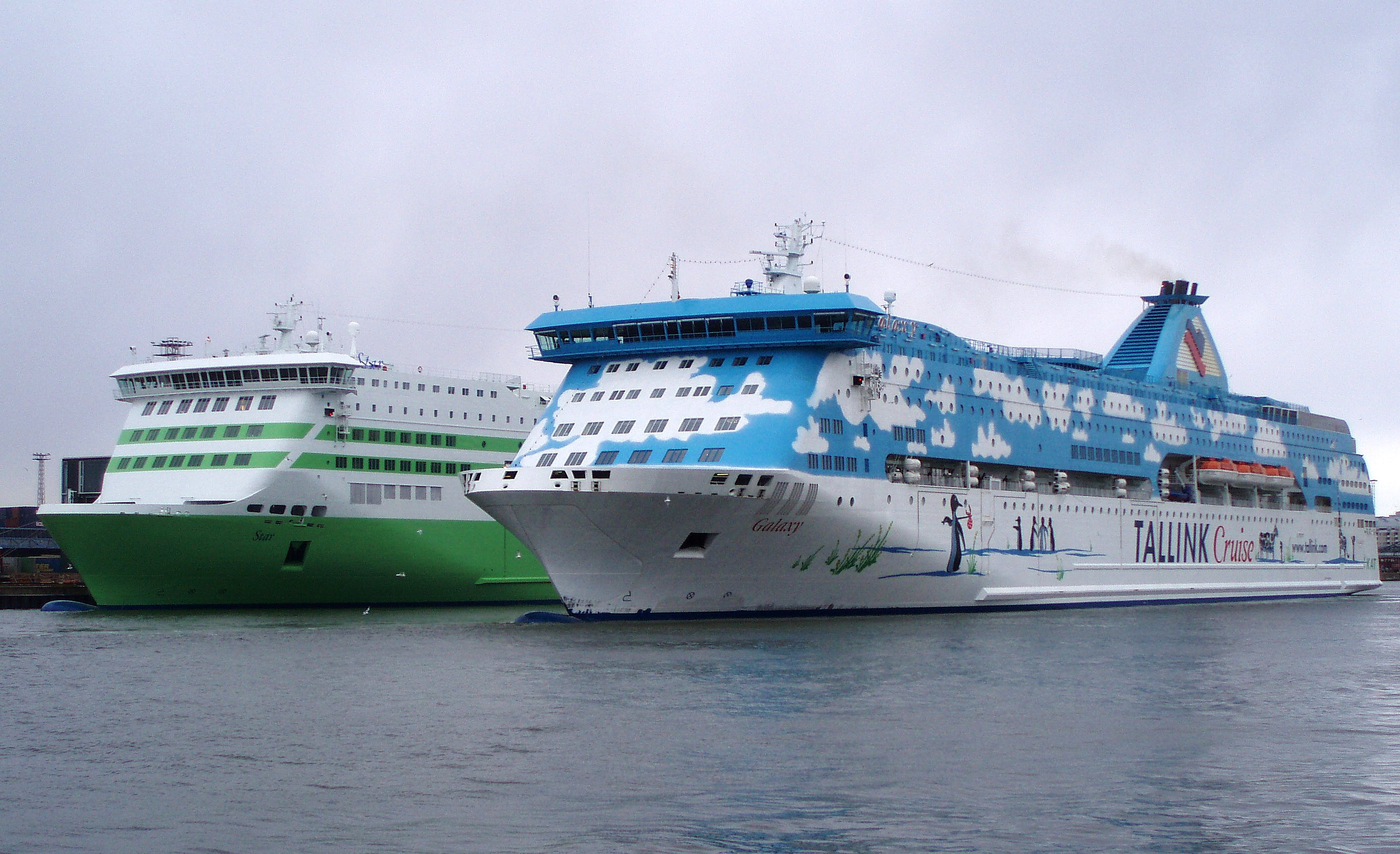
Galaxy (destra) era stata consegnata alla Tallink nel 2006, ma trasferita alla flotta di Silja Line nel 2008. Star (sinistra) è un traghetto veloce consegnato alla Tallink nel 2007.

La Galaxy viene consegnata alla Tallink nel 2006, ma trasferita alla flotta di Silja Line nel 2008. La Star è un traghetto veloce consegnato alla Tallink nel 2007. Dall'inizio del 2007 le navi dell´ex Superfast sono spostate sotto il marchio Tallink e la loro rotta cambia in Tallinn—Helsinki—Rostock. Nello stesso periodo la nave Meloodia viene noleggiata nelle Isole Baleari, in Spagna, per dieci mesi. Nell'aprile dello stesso anno la compagnia ordina la terza nave classe Galaxy dai cantieri Aker Yards. Nel novembre Tallink informa che la nave Meloodia potrebbe essere venduta ad una non precisata compagnia di navigazione basata a Singapore con consegna nel dicembre dello stesso anno.

#### Intrattenimento
Tallink è attualmente l'unica compagnia di navigazione commerciale che offre spettacoli di intrattenimento a bordo. In un anno, ogni nave, ha almeno un quattro differenti cabaret show con team provenienti da tutta Europa e dal centro America. Si tratta di una tradizione, tipica delle compagnie di navigazione del mar Baltico, che Tallink ha confermato.

## Flotta

### Attuale
| Traghetto    | Tipo         | Anno di costruzione | Stazza (t.s.l.) | Passeggeri | Metri lineari carico merci | Velocità in nodi | Attuale rotta                   | Note | Immagine |
| ------------ | ------------ | ------------------- | --------------- | ---------- | -------------------------- | ---------------- | ------------------------------- | --- | -------- |
| MyStar       | Cruise ferry | 2022                | 50.629          | 2.800      | 3.190                      | 27               | Helsinki-Tallinn                | |          |
| Megastar     | Cruise ferry | 2017                | 49.134          | 2.800      | 3.653                      | 27               | Helsinki-Tallinn                | |          |
| Silja Europa | Cruise ferry | 1993                | 59.912          | 3.013      | 932                        | 21.5             | /                               | In noleggio alla Centraal Orgaan opvang asielzoeker ed impiegato come centro d'accoglienza a Schiedam fino a luglio 2027 |          |
| Baltic Queen | Cruise ferry | 2009                | 48.915          | 2.800      | 1.130                      | 24.5             | Tallinn – Mariehamn – Stoccolma | |          |
| Victoria I   | Cruise ferry | 2004                | 40.975          | 2.500      | 1.000                      | 22               | Helsinki – Tallinn              | |          |
| Romantika    | Cruise ferry | 2002                | 40.803          | 2.500      | 1.000                      | 22               | -                               | In noleggio alla Madar Maritime Company                                                                                  |          |
| Superfast IX | Ro-Pax       | 2002                | 30.285          | 962        | 1.920                      | 28.9             | Paldiski – Kapellskär           | |          |
| Sailor       | Ro-Ro        | 1987                | 20.783          | 119        | 1.400                      | 20.5             |                                 | in disarmo a Tallinn |          |

### Sui charter
| Traghetto | Tipo         | Anno di costruzione | Stazza (t.s.l.) | Passeggeri | Metri lineari carico merci | Velocità in nodi | Note | Immagine |
| --------- | ------------ | ------------------- | --------------- | ---------- | -------------------------- | ---------------- | --- | -------- |
| Galaxy I  | Cruise ferry | 2006                | 48.915          | 2.800      | 1.130                      | 22               | Trasferita dalla Silja Line. Dal settembre 2022, la nave accoglie i migranti provenienti dall'Africa e dall'Asia ad Amsterdam, nei Paesi Bassi, fino a ottobre 2025. |          |

### Navi dismesse
| Traghetto             | Anno di costruzione | In servizio | Stazza (t.s.l.) | Stato attuale |
| --------------------- | ------------------- | ----------- | --------------- | --- |
| Tallink               | 1972                | 1989–1996   | 10.341          | Demolita ad Alang, India, nel 2005.                                                                                                |
| Transestonia          | 1972                | 1990–2000   | 2.386           | Demolita ad Alang, India, nel 2006.                                                                                                |
| Saint Patrick II      | 1973                | 1992–1995   | 7.984           | Dal 2002 opera come C.T.M.A. Vacancier per Coopérative de transport maritime et aérien. Venduta per demolizione nel dicembre 2023. |
| Georg Ots             | 1980                | 1993–2000   | 12.549          | Nel 2002 è stata acquistata dalla St Petersburg Shipping.                                                                          |
| Corbiere Apollo       | 1970                | 1994 1998   | 4.238           | Dal 2000 opera come Apollo per la Labrador Marine Inc.                                                                             |
| Balanga Queen         | 1968                | 1994        | 10.448          | Dal 1994 opera come Discovery Sun alla Discovery Cruise Line.                                                                      |
| Ambassador II         | 1970                | 1994        | 7.993           | Nel 1999 è stata venduta alla Sterling Casino Lines.                                                                               |
| Meloodia              | 1979                | 1996–2006   | 17.955          | Dal 2007 ARV 1 per Equinox Offshore Accommodation.                                                                                 |
| Tallink Express I     | 1989                | 1997–2001   | 430             | Dal 2008 Panormitis, proprietario sconosciuto.                                                                                     |
| Normandy              | 1981                | 1997        | 17.043          | Dal 2008 acquistata dalla Equinox Offshore Accommodation.                                                                          |
| Fantaasia             | 1979                | 1997–2006   | 10.604          | Attuale Rigel III per Ventouris Ferries                                                                                            |
| Kapella               | 1974                | 1998–2008   | 7.564           | Demolita ad Alang, India, nel 2021.                                                                                                |
| Baltic Kristina       | 1973                | 2001–2002   | 12.281          | Demolito ad Aliağa nel 2021 come Roger                                                                                             |
| Tallink Autoexpress   | 1996                | 1999–2006   | 5.308           | Dal 2006 Alcantara Dos, acquistata dalla Acciona Trasmediterranea.                                                                 |
| Tallink AutoExpress 2 | 1997                | 2001–2007   | 5.307           | Dal 2007 al 2009 noleggiata alla Consolidada de Ferrys.                                                                            |
| Tallink Autoexpress 3 | 1997                | 2004–2007   | 3.971           | Dal 2007 Queen Nefertiti per Arab Bridge Maritime Co.                                                                              |
| Tallink Autoexpress 4 | 1996                | 2004–2007   | 3.971           | Dal 2007 Speedrunner II per Aegean Speed Lines.                                                                                    |
| Vana Tallinn          | 1974                | 1994–2011   | 10.000          | Venduta a Allferries SA nel 2011, rinominata Adriatica Queen e demolita nel 2014 ad Aliağa.                                        |
| Regina Baltica        | 1980                | 2001-2015   | 13.878          | Di proprietà di Baleària |
| Superfast VII         | 2001                | 2006–2011   | 30.285          | Attuale Stena Superfast VII per Stena Line                                                                                         |
| Superfast VIII        | 2001                | 2006–2011   | 30.285          | Attuale Stena Superfast VIII per Stena Line                                                                                        |
| Baltic Princess       | 2008                | 2008–2013   | 48.915          | Dal 2013 trasferito in flotta Silja Line                                                                                           |
| Silja Festival        | 1986                | 2008–2015   | 34.414          | Attuale Mega Andrea per Corsica Ferries - Sardinia Ferries                                                                         |
| Superstar             | 2008                | 2008–2017   | 36.400          | Attuale Pascal Lota per Corsica Ferries - Sardinia Ferries.                                                                        |
| Sea Wind              | 1972                | 2008–2022   | 15.587          | Attuale A Wind per Inok IV |
| Isabelle              | 1989                | 2013–2024   | 35.134          | Attuale Isabelle X per Bridgemans Services Group                                                                                   |
| Star I                | 2007                | 2007 - 2025 | 36.249          | Attuale James Joyce per Irish Ferries                                                                                              |
| Regal Star            | 2000                | 2004-2025   | 15.281          | Attuale Med Express per Ams Line Shipping Company                                                                                  |